# 겨울왕국 2
《겨울왕국 2》(Frozen II)는 2019년 미국 월트 디즈니 애니메이션 스튜디오에서 제작한 3D 컴퓨터 애니메이션 뮤지컬 판타지 영화이자 28번째 천만 관객 돌파 영화로 엘사의 힘의 기원을 찾고 아렌델을 위기로부터 구하기 위해 엘사와 안나가 진실을 찾으러 마법의 숲으로 모험을 떠나는 이야기를 그린다. 월트 디즈니 애니메이션 스튜디오의 58번째 장편 애니메이션이며, 2013년에 개봉한 《겨울왕국》의 속편이다. 크리스 벅과 제니퍼 리가 감독하고 각본은 크리스벅, 제니퍼 리, 마크 E. 스미스, 크리스틴 앤더슨로페즈, 로버트 로페즈가 맡았다.
시간적 배경은 전편의 3년 뒤로 설정되었다. 엘사는 신비한 목소리를 듣게 된 후 자신의 마법의 기원을 발견하기 위해 아렌델 왕국을 넘어 여행을 떠나고, 왕국을 구하는 엘사, 안나, 올라프, 크리스토프, 스벤의 이야기를 다룬다.
"겨울왕국 2"는 2019년 11월 7일 할리우드 돌비 극장에서 전 세계 초연되었으며 2019년 11월 22일 미국에서 월트 디즈니 스튜디오 모션 픽처스의 배급으로 개봉되었다. 영화는 비평가들로부터 대체로 긍정적인 평가를 받았으며 애니메이션 연출, 시각, 음악, 목소리 연기 부분에서는 좋은 평가를 받았으나 줄거리가 난해한 점이 비판의 요지가 되었다. 전 세계적으로 1,224,500,815달러의 수익을 거두었다.

## 줄거리
아렌델 왕국의 여왕인 엘사는 자신을 부르는 소리를 듣는다. 엘사가 소리에 응답함으로써 정령들이 아렌델 왕국으로 오고 이로 인해 재앙이 닥치게 된다. 왕국의 백성들은 재앙을 피해 왕국 부근 절벽으로 피난을 떠난다. 재앙의 원인이 바람, 불, 물, 땅의 정령이라는 것을 안 엘사는 동생 안나, 크리스토프, 올라프, 스벤과 함께 정령을 만나기 위해 아렌델 왕국과 노덜드라 부족 간의 전쟁이 벌어졌던 '마법의 숲'으로 간다. 엘사의 힘으로 마법의 숲에 들어간 엘사와 안나는 숲에 갇힌 노덜드라 주민과 아렌델 병사들을 만나고, 전쟁이 벌어지던 당시 노덜드라 부족의 일원이던 어머니 이두나가 아렌델 왕국의 왕자였던 아버지 아그나르를 구한 사실을 알게 된다.
엘사의 힘의 근원을 알기 위해 부모님이 아토할란에 가다가 배의 침몰로 죽은 사실을 알게 된 엘사는 안나를 희생시키지 않기 위해 안나와 올라프를 얼음 배에 실어 강으로 떠밀고, 자신은 혼자 아토할란에 간다. 아토할란에서 엘사는 5번째 정령이 자신임을 알게 되었다. 엘사는 엄마인 이두나 왕비가 불러준 자장가에 나오는 경고를 생각하여 절벽으로 가기를 주저하다가 진실을 알기 위해 절벽 아래로 기꺼이 몸을 내던졌고, 할아버지인 루나드 왕이 노덜드라 부족의 땅에 만든 댐이 땅의 생명체들을 죽이고 있었던 것을 알게 되었다.
엘사는 그만 얼게 되고, 얼음으로 변하기 직전에 마지막 마법을 씀으로써 진실을 안나에게 전해준다. 안나는 댐을 무너뜨리면 왕국이 물에 잠긴다는 사실은 알지만 땅의 생명을 살리기 위해 땅의 정령인 바위 거인을 유인해 댐을 무너뜨린다.
댐이 무너지자 강물이 왕국으로 맹렬히 흐르고,  얼어붙어 있던 엘사도 녹는다. 그리고 땅바닥이
녹아 물의 정령인 누크가 엘사를 태우고 아렌델로 간다.
엘사는 마법으로 강물을 얼려 아렌델을 구하고
마법의 숲으로 돌아온다. 안나는 크리스토프와 결혼하게 된다. 엘사는 안나에게
여왕자리를 물려주고 다섯번째 정령이 된다.

## 목소리 출연
| - 안나 - 크리스틴 벨 - 어린 안나 - 해들리 개너웨이 - 엘사 - 이디나 멘젤 - 어린 엘사 - 마테아 콘포티 - 크리스토프 - 조너선 그로프 - 올라프 - 조시 개드 - 매티어스 - 스털링 K. 브라운 - 라이더 - 제이슨 리터 - 허니마렌 - 레이철 매슈스 - 옐레나 - 마사 플림프턴 - 이두나 - 에번 레이철 우드 - 아그나르 왕 - 앨프리드 몰리나 - 의문의 목소리 - AURORA | - 안나 - 박지윤 - 엘사 - 소연 (노래: 박혜나) - 크리스토프 - 장민혁 (노래: 정상윤) - 올라프 - 이장원 - 루나드 왕 / 카이 - 서문석 - 패비 - 노민 - 메티어스 - 권성혁 - 옐레나 - 민지 - 허니마린 - 은미 - 라이더 - 홍범기 - 아그나르(아렌델의 왕) - 정승욱 - 이두나(아렌델의 왕비) - 이선 (노래: 조영경) - 왕자일때의 아그나르 / 노덜드라 지도자 - 김명준 - 어린 이두나 - 장미 - 의문의 목소리 - AURORA |

## 우리말 연출
- 더빙 스튜디오 : ADONE
- 믹싱 스튜디오 : SHEPPERTON INTERNATIONAL
- 한국어 제작 : Disney Character Voices International.Inc.

## 제공
- 수입/배급 : 월트디즈니컴퍼니코리아 유한책임회사
- 제작 : 월트 디즈니 픽처스/월트 디즈니 애니메이션 스튜디오

## 제작

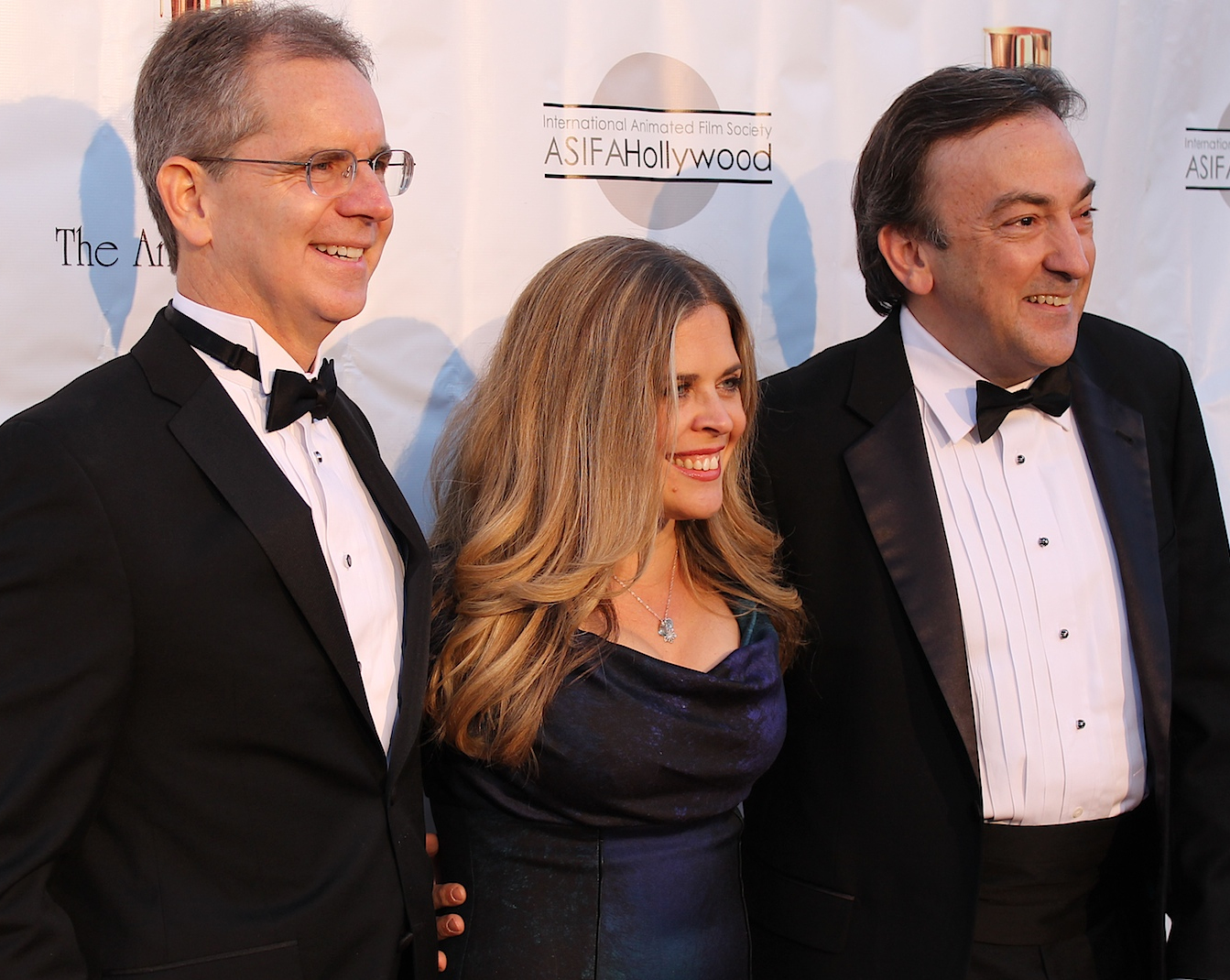
제작자 벅, 리, 델베코의 사진.

전작 《겨울왕국》의 프로듀서 피터 델베코는 2014년 3월 인터뷰에서, 속편 제작에 대해 자기와 크리스 벅, 제니퍼 리가 "무척무척 궁합이 잘 맞았던지라, 새 프로젝트를 할지도 모르겠습니다. 하지만 지금으로선 아무런 계획이랄 것이 없습니다."라고 말했다. 같은 해 4월 말, 월트 디즈니 스튜디오의 회장 앨런 혼은 스튜디오가 현재 《겨울왕국》의 브로드웨이 뮤지컬을 준비중이라서 로버트 로페즈와 크리스틴 앤더슨 로페즈의 작곡을 더 촉탁해야 하기 때문에 지금으로선 속편을 크게 고려하지 않고 있다고 말했다. 같은 해 5월 디즈니 CEO 밥 아이거는 디즈니는 "속편을 재촉"하거나 "강권적 스토리텔링"을 하지 않는다고 밝혔는데, 이는 전편만큼 좋은 작품을 만들지 못할 경우의 리스크를 감수해야 하기 때문이라고 말했다. 아울러 겨울왕국 프랜차이즈가 《라이온 킹》처럼 "본사의 영원한 작품으로 남았으면" 한다고 덧붙였다.
같은 해 6월 제니퍼 리는 총괄창작자 존 래시터가 자기와 벅이 "원망하고 있는 것"을 마음껏 해 볼 수 있게 허락해 줬다고 했다. 또한 "아직 어찌될는지는 잘 모르겠습니다 ... 사실 막 스케치를 시작한 단계니까요. 아마 전혀 새로운 것이 되지 않을까 싶습니다."라고 말했다. 익년 리와 크리스 벅은 《겨울왕국》과 전혀 무관한 장편영화를 제작중에 있음을 공표했다.
2014년 가을 《겨울왕국 열기》를 제작하면서 이들 감독은 자신들이 얼마나 등장인물들에 대해 무지한지를 깨달았다고 한다. 그런 한편 델베코는 전세계를 돌아다니며 팬들과의 토론회를 열었는데, 팬들은 그에게 전편에서 남겨진 많은 의문들을 질문했다고 한다. 같은 해 11월 리, 벅, 델베코는 《겨울왕국》을 그만두기는 싫다는 데에 서로 합의를 하고, 속편이 과연 현실성이 있는지에 대해 토론했다. "안나는 여왕이 되고, 엘사는 자유롭게 된다"는 엔딩은 빨리 나왔지만, 무슨 과정으로 그리되냐가 5년 동안의 숙제였다.
2015년 3월 13일 디즈니의 연례주주총회에서 밥 아이거, 존 래시터, 조시 개드가 장편영화 《겨울왕국 2》의 제작을 공표했다. 아울러 크리스 벅과 제니퍼 리가 감독을, 피터 델베코가 다시 프로듀서를 맡을 것이라고 발표했다. 이 총회에서 래시터는 "(디즈니에서는) 픽사에서처럼 속편을 만들 때 감독, 즉 전작을 구상해 주신 분이, 등장인물 하나하나가 다 가치있을만치 좋은 구상을 해 주셨을 때 이뤄지는 것입니다."라고 했다. 아울러 《겨울왕국》 같은 경우에는, 감독이 "속편에 대한 참으로 좋은 발상을 내주셨고, 여러분들께서는 앞으로 더 많은 소식을 듣게 될 것입니다. 다시 아렌델로 초대해 드리겠습니다."라고 했다.
로스앤젤레스 타임스는 《겨울왕국》의 속편에 대해 "상당한 수준의 내부대립"이 있었다고 보도했다. 그러나 전편의 전례없는 성공이 디즈니 중진을 찬성으로 돌렸다고 추측했다.
2017년 9월 엘사의 노래를 담당하는 이디나 멘젤은 《애리조나 리퍼블릭》 인터뷰에서, 도중에 있는 자기 순연을 마치고 지금에서 2주 뒤 《겨울왕국 2》에 참여하게 됐다고 했으며, "아직까지 대본 하나 못 받아봤다"고도 했다. 동월 28일 조시 개드가 자기 역을 재차 맡아봄을 공표했다. 같은 해 7월 조너선 그로프는 "나름으로 취입하는 게 있어서 다른 주제는 잘 모르겠다."고 했으며, 같은 해 10월 11일 영국 방송 《로레인》에서 전월부터 녹음에 참여하고 있다고 말했다.
같은 해 10월 크리스틴 벨은 《시네마블렌드》 인터뷰에서 새로운 등장인물이 나올 것이라고 했다. 또한 감독과 프로듀서가 노르웨이로 여행가서 경험한 문화를 포착해서 '재밌는 가족영화'를 만드는 데 쓸 거라고 했다. 덧붙여서 제니퍼 리가 두 주인공 엘사와 안나를 두고 "몇 달 동안 [그들이 무엇을 말하는지] 머리를 싸매고" 고민했다 했다. 스칸디나비아 여행을 거쳐 제작진은 본작에서 한 가지 중요한 점을 떠올린다. "엘사는 세계를, 그리고 세계의 문제를 짊어진 실로 수수께기의 영웅형이고, 한편 안나는 인간이면서 마법으로 둘러싸인 세계에서 살되 본인은 마법이 없는 동화적인 영웅형"이란 것이다. 《겨울왕국》의 그만한 성공도 이 두 가지 이야기를 잘 버무리는 데 있었던 것이다.
2018년 3월 리는 인터뷰에서 총 여섯 개 되는 원고 중에 두 번째 것을 작업중에 있다면서, 이들 원고를 "여섯 번의 상영"이라 빗대었다. 같은 해 7월 에번 레이철 우드, 스털링 K. 브라운이 이름이 알려지지 않은 새로운 배역을 맡았다고 회담하였음이 보도되었다. 같은 해 8월 디즈니 애니메이션의 총괄창작자 자리를 승계받은 리가 《히든 피겨스》와 《곰돌이 푸 다시 만나 행복해》의 각본을 쓴 앨리슨 슈로더를 보조작가로 들였음이 보도되었다. 다만 각본가 명의는 리 단독이다.
2019년 6월 안시 국제 애니메이션 영화제에서 영화의 일부장면이 공개되었다. 애니메이션부장 베키 브리시와 효과부장 말런 웨스트가 본작이 현재 제작중에 있으며, 애니메이션은 7주 만에, 효과는 10 주만에 끝날 것이라고 했다.
같은 해 D23 엑스포에서 감독 2인은 속편은 전편에서 남겨진 의문들, 즉 "엘사는 어쩌다 마법을 가졌는가" "안나는 왜 마법이 없는가" "그네의 부모가 침몰했던 배로 가려던 곳은 어디였는가" 등 많은 의문들의 답이 될 것이라 했다. 아울러 스털링 브라운이 맡은 역이 엘사와 안나의 조부인 루나드 왕을 섬긴 아렐덴 군인임이 공개됐고, 우드는 본인의 배역이 우리가 아직 몰랐던 몇몇 수수께끼를 풀어줄 것이라고 언급했다. 한편 한 팬덤에서 엘사에게 여자 연인을 붙여달라는 캠페인을 벌였던 적이 있었는데, 이를 두고 앤더슨로페즈가 본작에서 엘사는 아무런 애정관계가 없을 것이라고 확언했다. 연후 리가 나서 설명하기로는, 엘사를 마이어스-브릭스 시험에 넣어 굴려봤으나, "엘사는 그런 관계를 하긴 아직 멀었다는 단정이 떴다."고 말했다.
같은 해에 있었던 《겨울왕국 2》의 기자회견에서 리는 《원스 어폰 어 타임》에서 다룬 겨울왕국 이야기는 본작과 전혀 관련이 없다고 말했다.

### 애니메이션
본작은 800명으로 이뤄진 팀에 의해 제작되었으며, 그 중 80명이 애니메이터였다. 토니 스미드(Tony Smeed)와 베키 브러지(Becky Bresee)가 수석 애니메이터를 담당하였으며, 이현민이 안나의 애니메이션 수퍼바이저를 담당하였고, 웨인 언튼(Wayne Unten)이 엘사의 애니메이션 수퍼바이저를 담당하였다.

## 개봉
《겨울왕국 2》는 2019년 11월 7일 할리우드의 돌비 극장에서 첫 상영되었다. 원래는 11월 27일로 예정되어 있었으나 한 주 빠른 11월 22일에 월트 디즈니 스튜디오스 모션 픽처스가 세계배급을 시작했다. 2019년 11월 28일에 오스트레일리아와 뉴질랜드에서 개봉되었다.

### 현지화
세계 각지에서 1편의 자국어 더빙판이 인기를 얻으면서 《Let It Go》 오리지널판을 비롯한 각종 현지어 더빙판이 출시되었다. 이전에 《모아나》의 사례처럼 타히티어 마오리어하와이어 버전 녹음도 준비되었다. 특별히 북부 사미어판 더빙도 예정되어있다.

### 마케팅
디즈니는 2019년 2월 13일에 첫 예고편을 공개했다. 하루 만에 1억 1640만 번 조회되었고 이 수치는 인크레더블 2 트레일러의 조회수 1360만 회 기록을 압도하였다. 두 번째 예고편은 2019년 6월 11일 ABC의 굿 모닝 아메리카에서 공개되었다. 세 번째 예고편은 9월 23일 GMA에서 공개되었다. 네 번째 예고편은 10월 14일 디즈니 영국지사가 출시했다.
디즈니는 140개 브랜드와 연계하여 《겨울왕국 2》를 홍보했다. 이미 미국에선 다양한 채널을 통해 영화를 공개했던 경험이 있었다. 디즈니의 마케팅 파트너를 통해 영화 홍보용 고객접점 상품이 2억 5천만 개 이상이 될 것이었다. 주요 출연진이 여러 TV 프로그램 및 홍보행사에 참여했다. 11월 한 달 동안 다들 일정이 빡빡하여 헬기를 타고 다녀야 했을 정도였다. 제니퍼 리는 비행기공포증까지 있었지만 멕시코, 이탈리아, 프랑스, 영국, 일본, 대한민국으로 홍보여행에 참가했다.

## 사운드트랙
1편과 마찬가지로 크리스틴 앤더슨로페즈와 로버트 로페즈가 OST를 작사·작곡하였으며, 크리스토프 벡이 연주곡을 작곡하였다. 사운드트랙은 영화 개봉 전인 11월 15일에 공개되었다.

## 반응

### 박스 오피스
2019년 11월 28일(미국 기준), 《겨울왕국 2》의 수익은 미국, 캐나다에서 202,300,000 달러였으며 다른 지역에서는 228,200,000 달러였고 전 세계 총 수익은 430,600,000 달러였다.
미국과 캐나다에서는 《어 뷰티풀 데이 인 더 네이버후드》, 《21 브릿지》와 함께 개봉되었으며 개봉 주말에 4,440개 극장에서 $90,000,000~135,000,000 달러의 수익을 거둘 것으로 전망되었다. 3D 극장 2,500곳, 아이맥스 극장 400곳, 프리미엄 대형 포맷 스크린 800곳, D-박스/4D 극장 235곳에서 상영되고 있다.
개봉 첫 날에 4,220만 달러의 수익을 거두었으며 여기에는 11월 애니메이션 영화 레코드인 목요일 프리뷰 8,500,000 달러가 포함된다. 1억 3,030만 달러로 데뷔하였으며 이 수치는 11월 애니메이션 개봉 영화 중 최고 금액이며 전체에서는 15위이다.
겨울왕국1과는 달리 21일 만에 1,000만 관객을 돌파하였다.

### 평가
로튼 토마토에서 《겨울왕국 2》는 262개의 리뷰에 기초하여 76%의 지지율을 얻었고, 전반적으로는 6.77/10의 점수를 얻었다. 로튼 토마토의 한 평가를 보면 "겨울왕국 2는 이전의 겨울왕국보다 명연기를 따라잡을 수는 없지만, 미지의 세계로의 현혹적인 모험을 남겨주었다."라고 적혀 있다. 메타크리틱에서 《겨울왕국 2》는 전체 100점 중 65점을 받았고, "일반적인 선호" 등급을 받았다. 시네마스코어의 조사에 참여한 관객들은 평균적으로 A+에서 F 사이의 등급 중 A-를 주었으며, 포스트트랙에서는 5개의 별 중 4.5개의 별이 수여되었다.
송경원 평론가는 씨네21에 기고한 단평에서 캐릭터가 단순하고 노래로 갈등을 무마하는 경향을 지적했으나, 충실한 뮤지컬 요소와 화려한 마법 효과가 단점을 덮는 즐거움을 선사한다고 평하였다.
황진미 평론가는 장르 영화로서 대중적인 요구를 충족하면서 서사적 측면에서 전작의 핵심을 계승하는 동시에 발전되었다고 호평하였다. 특히 이성애 중심 로맨스의 부정을 통한 성정치학적 진보와, 결말부 엘사의 선택에 담긴 정치적 함의와 소수자 정치와 생태 운동의 현재성을 강조하였다. 허남웅 평론가도 정치적 함의에 주목하면서 영화가 내세우는 화합과 연대의 가치를 언급하였다.

## 같이 보기
- 애니메이션 영화 매출 순위 목록